# Adelia (Donizetti)
Adelia, o la figlia dell'arciere (Adelia, o La filla de l'arquer) és una òpera (melodramma serio) en tres actes amb música de Gaetano Donizetti i llibret en italià de Felice Romani i Girolamo Maria Marini. S'estrenà al Teatro Apollo de Roma l'11 de febrer del 1841.
El llibret està pres de La figlia dell'arciere, òpera en tres actes de Carlo Coccia sobre text de Felice Romani, del qual Girolamo Maria Marini modificà el tercer acte. El text de Romani al seu torn estava pres d'un drama francès no conegut.